# سنغ باران (تشيلو)
سنغ باران (بالفارسية: سنگ باران) هي منطقة سكنية تقع في إيران في قسم تشيلو الريفي.